# Clubiona marmorata
Clubiona marmorata är en spindelart som beskrevs av Ludwig Carl Christian Koch 1866. Clubiona marmorata ingår i släktet Clubiona och familjen säckspindlar. Inga underarter finns listade i Catalogue of Life.